# Amadou Diawara
Pour les articles homonymes, voir Diawara.
Amadou Diawara, né le 17 juillet 1997 à Conakry en Guinée, est un footballeur international guinéen qui joue au poste de milieu de terrain au CD Leganés.

## Biographie

### En club

#### Début à Saint-Marin (2014-2015)
Il signe au San Marino Calcio en 2014 après avoir été repéré par Numukeh Tunkara et Robert Visan. Il évolue une saison avec le club en Lega Pro la 3e division italienne. Il dispute un total de 15 matchs lors de sa seule saison à Saint-Marin.

#### Découverte de la Serie A à Bologne (2015-2016)
Pour la saison 2015-2016, Amadou Diawara signe au Bologne FC un club fraîchement promu en Serie A. Sa première saison dans l'élite est une réussite et il totalise 34 matchs en championnat.

#### SSC Naples (2016-2019)
Le 26 août 2016, il est acheté par le SSC Napoli pour une somme de 15 millions d'euros. Il marque son premier but avec Naples, et de sa carrière en même temps, sur penalty lors du match de Ligue des champions contre Manchester City, perdu finalement 2-1.

#### AS Rome (2019-2022)
Le 1er juillet 2019, Amadou Diawara signe à l'AS Rome un contrat de cinq ans. Le transfert est estimé à 21 millions d'euros.

#### RSC Anderlecht (2022-2025)
Le 4 février 2025, Diawara et le Sporting se séparent d'un commun accord, le joueur n'entrant plus dans les plans du club.

### En sélections nationales
En janvier 2022, il est retenu par le sélectionneur Kaba Diawara afin de participer à la Coupe d'Afrique des nations 2021 organisée au Cameroun. Le 23 décembre 2023, il est de nouveau retenu dans la liste des vingt-cinq joueurs sélectionnés pour la Coupe d'Afrique des nations 2023.
Sélectionné par Kaba Diawara, il participe aux Jeux olympiques de Paris en 2024, où la Guinée dispute trois rencontres pour autant de défaites avant d'être éliminée. Amadou Diawara dispute les trois rencontres, inscrivant un but et portant le brassard de capitaine lors du dernier match face aux États-Unis.

## Statistiques

### En club
| Saison                | Club                  | Championnat           | Championnat | Championnat | Championnat | Coupe(s) nationale(s) | Coupe(s) nationale(s) | Coupe(s) nationale(s) | Compétition(s) continentale(s) | Compétition(s) continentale(s) | Compétition(s) continentale(s) | Compétition(s) continentale(s) | Autres compétitions | Autres compétitions | Autres compétitions | Autres compétitions | Total | Total | Total |
| Saison                | Club                  | Division              | M.          | B.          | P.d.        | M.                    | B.                    | P.d.                  | Comp.                          | M.                             | B.                             | P.d.                           | Comp.               | M.                  | B.                  | P.d.                | M.    | B.    | P.d.  |
| 2014-2015             | San Marino Calcio     | Serie C               | 15          | 0           | 1           | -                     | -                     | -                     | -                              | -                              | -                              | -                              | -                   | -                   | -                   | -                   | 15    | 0     | 1     |
| 2015-2016             | Bologne FC            | Serie A               | 34          | 0           | 1           | 1                     | 0                     | 0                     | -                              | -                              | -                              | -                              | -                   | -                   | -                   | -                   | 35    | 0     | 1     |
| 2016-2017             | SSC Naples            | Serie A               | 18          | 0           | 0           | 4                     | 0                     | 0                     | C1                             | 6                              | 0                              | 0                              | -                   | -                   | -                   | -                   | 28    | 0     | 0     |
| 2017-2018             | SSC Naples            | Serie A               | 18          | 1           | 1           | 1                     | 0                     | 0                     | C1+C3                          | 6+2                            | 1+0                            | 0+0                            | -                   | -                   | -                   | -                   | 27    | 2     | 1     |
| 2018-2019             | SSC Naples            | Serie A               | 13          | 0           | 0           | 2                     | 0                     | 0                     | C1+C3                          | 0+4                            | 0+0                            | 0+0                            | -                   | -                   | -                   | -                   | 19    | 0     | 0     |
| Sous-total            | Sous-total            | Sous-total            | 49          | 1           | 1           | 7                     | 0                     | 0                     | -                              | 18                             | 1                              | 0                              | -                   | -                   | -                   | -                   | 74    | 2     | 1     |
| 2019-2020             | AS Rome               | Serie A               | 22          | 1           | 1           | 2                     | 0                     | 0                     | C3                             | 6                              | 0                              | 0                              | -                   | -                   | -                   | -                   | 30    | 1     | 1     |
| 2020-2021             | AS Rome               | Serie A               | 18          | 1           | 0           | -                     | -                     | -                     | C3                             | 10                             | 0                              | 0                              | -                   | -                   | -                   | -                   | 28    | 1     | 0     |
| 2021-2022             | AS Rome               | Serie A               | 4           | 0           | 0           | -                     | -                     | -                     | C4                             | 4                              | 0                              | 1                              | -                   | -                   | -                   | -                   | 8     | 0     | 1     |
| Sous-total            | Sous-total            | Sous-total            | 44          | 2           | 1           | 2                     | 0                     | 0                     | -                              | 20                             | 0                              | 1                              | -                   | -                   | -                   | -                   | 66    | 2     | 2     |
| 2022-2023             | RSC Anderlecht        | Division 1A           | 22          | 1           | 1           | 2                     | 0                     | 0                     | C4                             | 11                             | 0                              | 0                              | -                   | -                   | -                   | -                   | 35    | 1     | 1     |
| 2023-2024             | RSC Anderlecht        | Division 1A           | 11          | 0           | 0           | 1                     | 0                     | 0                     | -                              | -                              | -                              | -                              | PO1                 | -                   | -                   | -                   | 12    | 0     | 0     |
| Sous-total            | Sous-total            | Sous-total            | 33          | 1           | 1           | 3                     | 0                     | 0                     | -                              | 11                             | 0                              | 0                              | -                   | -                   | -                   | -                   | 47    | 1     | 1     |
| 2024-2025             | RSCA Futures          | Division 1B           | 4           | 0           | 0           | -                     | -                     | -                     | -                              | -                              | -                              | -                              | -                   | -                   | -                   | -                   | 4     | 0     | 0     |
| 2024-2025             | CD Eldense            | Liga 2                | 12          | 2           | 0           | -                     | -                     | -                     | -                              | -                              | -                              | -                              | -                   | -                   | -                   | -                   | 12    | 2     | 0     |
| 2025-2026             | CD Leganés            | Liga 2                | -           | -           | -           | -                     | -                     | -                     | -                              | -                              | -                              | -                              | -                   | -                   | -                   | -                   | 0     | 0     | 0     |
| Total sur la carrière | Total sur la carrière | Total sur la carrière | 191         | 6           | 5           | 13                    | 0                     | 0                     | -                              | 49                             | 1                              | 1                              | -                   | 0                   | 0                   | 0                   | 253   | 7     | 6     |

## Palmarès

### En club
|  |  | SSC Naples - Championnat d'Italie : - Vice-champion : 2018 et 2019 |